# Кончаково
Кончаково — село сельского поселения Газопроводское Луховицкого муниципального района Московской области.
Расположена на левом берегу реки Мечи, у места впадения в неё притока — реки Рудницы.
Село до 2004 года входило в Кончаковский сельский округ Луховицкого района.

## История
Именование деревни — антропотопоним от первых владельцев татарского происхождения. В «Актах служилых землевладельцев» на вторую половину XVI века упоминается как слобода Кончаковский ям Рязанского уезда. Позже административно входило в состав Зарайского уезда Рязанской губернии.

## Население
| 2002 | 2006 | 2010 |
| ---- | ---- | ---- |
| 38   | ↘34  | ↗39  |

## Предприятия
В деревне Кончаково зарегистрирован Луховицкий филиал торгово-промышленной фирмы «Улыбка». Организационно-правовая форма предприятия — товарищество с ограниченной ответственностью. Фактически предприятие работает в городе Луховицы и занимается двумя видами деятельности — производством хлеба и кондитерско-мучных изделий и организацией биржевой деятельности на фондовых, товарных, валютных и валютно-фондовых биржах.

## Транспорт
Имеется пассажирское автотранспортное сообщение с административным центром района — городом Луховицы:
- Маршрут № 35 Луховицы — Кончаково (Луховицкого АТП)[6]

Ведётся строительство участка Кончаково — Руднево автомобильной дороги «Москва — Челябинск».

## Люди, связанные с деревней
В 1937 году в Кончаково был арестован священник церкви Рождества Богородицы Соловьев Иван Михайлович, 25 марта 2004 года он был канонизирован Архиерейским Собором Русской Православной Церкви, как священномученик священник Иоанн Соловьев.